# Hestiochora tricolor
Hestiochora tricolor là một loài bướm đêm thuộc họ Zygaenidae. Nó được tìm thấy ở miền nam half of Úc, bao gồm Tasmania.
Sải cánh dài khoảng 20 mm. Con trưởng thành trông giống ong bắp cay. Chúng có thân màu đen với các dải màu trắng.
Ấu trùng ăn Myrtaceae species, bao gồm Syncarpia glomulifera and Eucalyptus species.